# 신윤영
신윤영(申允泳, 일본식 이름: 平野源田 또는 平野俊茂)은 일제강점기의 승려이다.

## 생애
생몰연대는 알 수 없다. 1938년 8월에 조선총독부로터 경기도 양주군의 봉선사 주지로 인가받았다. 주지로 재직하는 동안 일제의 창씨개명 정책에 협조하여 이름과 성을 일본식으로 바꾸었고, 첫 3년의 임기를 마친 뒤 1941년에 봉선사 주지로 재임 인가를 받았다.
두 번째 임기 중인 1943년에 태평양 전쟁 지원을 위해 금속류를 수집해 양주군청에 헌납하기로 결정했다. 이 결정은 봉선사 관할 하에 있는 24개 말사의 주지들과 회의를 가진 끝에 내려진 것이었다.
신윤영은 사찰의 범종과 각종 금속류를 모아 양주군청에서 헌납식을 거행했다. 일본군 장교와 조선총독부, 경기도청 직원이 참석하는 공식 행사였다. 이때 헌납된 물품은 본사의 봉선사의 범종 1개와 유기 54점을 포함하여 범종 7개와 유기 785점으로, 총 무게는 1,787킬로그램이었다.
1944년에는 일본군 전투기 대금으로 1,182원을 모아 총본산에 헌납했다. 같은 해 신윤영은 두 번째 임기를 마치고 주지직에서 물러났으며 이후 행적은 알 수 없다.
민족문제연구소가 2008년에 발표한 친일인명사전 수록예정자 명단 종교 부문에 포함되었다.

## 같이 보기
- 봉선사

## 참고자료
- 임혜봉 (2005년 3월 1일). 〈신윤영 : 범종과 금속류 헌납에 앞장선 봉선사 주지〉. 《친일 승려 108인》. 서울: 청년사. 277~279쪽쪽. ISBN 9788972783848.